# 초괴물낚시
초괴물낚시는 인포렉스에서 개발하고, 엠게임과 다음게임에서 서비스 했던 낚시 게임이다.
현재는 서비스종료되었다.

## 연혁
- 클로즈베타 테스트 : 2011년 12월 8일 14시 ~ 12월 11일 22시
- 정식 서비스 : 2011년 12월 20일 15시 ~ 서비스종료

### 대규모 업데이트
- 괴물낚시대회 : 2012년 1월 26일
- 광화문 지역 업데이트 : 2012년 2월 16일
- 경매 시스템 : 2012년 3월 15일
- 상하이 지역 업데이트 : 2012년 4월 26일
- 유니크 제작 시스템 : 2012년 6월 7일
- 후지산 지역 업데이트 : 2012년 7월 26일